# Championnats du monde de snowboard 2025
Navigation
Édition précédente Édition suivante
La 16e édition des championnats du monde de snowboard se déroule du 20 au 29 mars 2025 en Engadine dans les Alpes suisses. Ils sont organisés conjointement avec les championnats du monde de ski acrobatique 2025, comme c'est le cas depuis 2013.

## Programme
| Date    | Épreuve                                       | Horaire |
| ------- | --------------------------------------------- | ------- |
| 20 mars | Slalom géant parallèle - Qualification Femmes | 09:00   |
| 20 mars | Slalom géant parallèle - Qualification Hommes | 09:32   |
| 20 mars | Slalom géant parallèle - Finale               | 13:00   |
| 20 mars | Slopestyle - Qualification Femmes             | 13:30   |
| 21 mars | Slopestyle - Qualification Hommes (H1)        | 10:00   |
| 21 mars | Slopestyle - Qualification Hommes (H2)        | 13:30   |
| 22 mars | Slalom parallèle - Qualification Femmes       | 09:00   |
| 22 mars | Slalom parallèle - Qualification Hommes       | 09:36   |
| 22 mars | Slalom parallèle - Finale                     | 13:30   |
| 23 mars | Slopestyle - Finale Femmes                    | 10:00   |
| 23 mars | Slopestyle - Finale Hommes                    | 12:30   |
| 23 mars | Slalom parallèle Mixte - Finale               | 13:30   |
| 25 mars | Big air - Qualification Hommes (H1)           | 11:30   |
| 25 mars | Big air - Qualification Hommes (H2)           | 15:00   |
| 26 mars | Big air - Qualification Femmes                | 15:00   |
| 27 mars | Halfpipe - Qualification Femmes               | 09:00   |
| 27 mars | Halfpipe - Qualification Hommes (H1)          | 11:40   |
| 27 mars | Snowboard cross - Qualification Hommes        | 12:30   |
| 27 mars | Snowboard cross - Qualification Femmes        | 13:30   |
| 27 mars | Halfpipe - Qualification Hommes (H2)          | 14:00   |
| 28 mars | Snowboard cross - Finale                      | 12:00   |
| 28 mars | Big air - Finale                              | 19:30   |
| 29 mars | Halfpipe - Finale Femmes                      | 10:00   |
| 29 mars | Snowboard cross Mixte - Finale                | 11:00   |
| 29 mars | Halfpipe - Finale Hommes                      | 12:00   |

## Podiums

### Snowboard Alpin
| Épreuves                     | Or                                           | Argent                                     | Bronze                                        |
| Hommes                       | Hommes                                       | Hommes                                     | Hommes                                        |
| ---------------------------- | -------------------------------------------- | ------------------------------------------ | --------------------------------------------- |
| Slalom géant parallèle       | Roland Fischnaller                           | Stefan Baumeister                          | Lee Sang-ho                                   |
| Slalom parallèle             | Tervel Zamfirov                              | Arvid Auner                                | Aaron March                                   |
| Femmes                       |                                              |                                            |                                               |
| Slalom géant parallèle       | Ester Ledecká                                | Tsubaki Miki                               | Aleksandra Król                               |
| Slalom parallèle             | Tsubaki Miki                                 | Ester Ledecká                              | Michelle Dekker                               |
| Mixte                        |                                              |                                            |                                               |
| Slalom parallèle par équipes | Italie 1- Maurizio Bormolini - Elisa Caffont | Italie 3- Gabriel Messner - Jasmin Coratti | Autriche 2- Sabine Payer - Andreas Prommegger |

### Snowboard Cross
| Épreuve           | Or                                                       | Argent                                  | Bronze                                    |
| Hommes            | Hommes                                                   | Hommes                                  | Hommes                                    |
| ----------------- | -------------------------------------------------------- | --------------------------------------- | ----------------------------------------- |
| Cross             | Eliot Grondin                                            | Loan Bozzolo                            | Alessandro Haemmerle                      |
| Femmes            |                                                          |                                         |                                           |
| Cross             | Michela Moioli                                           | Charlotte Bankes                        | Julia Pereira de Sousa Mabileau           |
| Mixte             |                                                          |                                         |                                           |
| Cross par équipes | France 1- Loan Bozzolo - Julia Pereira de Sousa Mabileau | Australie 2- Cameron Bolton - Mia Clift | Suisse 1- Valerio Jud - Sina Siegenthaler |

### Snowboard freestyle
| Épreuves   | Or                   | Or     | Argent         | Argent | Bronze         | Bronze |
| Hommes     | Hommes               | Hommes | Hommes         | Hommes | Hommes         | Hommes |
| ---------- | -------------------- | ------ | -------------- | ------ | -------------- | ------ |
| Big Air    | Ryoma Kimata         | 176.75 | Taiga Hasegawa | 174.50 | Oliver Martin  | 171.75 |
| Slopestyle | Liam Brearley        | 90.15  | Su Yiming      | 85.07  | Oliver Martin  | 78.98  |
| Half-Pipe  | Scotty James         | 95     | Ruka Hirano    | 92.25  | Yuto Totsuka   | 92     |
| Femmes     |                      |        |                |        |                |        |
| Big Air    | Kokomo Murase        | 162.50 | Reira Iwabuchi | 156.00 | Mari Fukada    | 153.25 |
| Slopestyle | Zoi Sadowski-Synnott | 90.15  | Kokomo Murase  | 87.02  | Reira Iwabuchi | 83.55  |
| Half-Pipe  | Chloe Kim            | 93.5   | Sara Shimizu   | 90.75  | Mitsuki Ono    | 88.5   |

## Tableau des médailles
| Rang  | Nation           | Or | Argent | Bronze | Total |
| ----- | ---------------- | -- | ------ | ------ | ----- |
| 1     | Japon            | 3  | 6      | 4      | 13    |
| 2     | Italie           | 3  | 1      | 1      | 5     |
| 3     | Canada           | 2  | 0      | 0      | 2     |
| 4     | France           | 1  | 1      | 1      | 3     |
| 5     | Australie        | 1  | 1      | 0      | 2     |
| 5     | Tchéquie         | 1  | 1      | 0      | 2     |
| 7     | États-Unis       | 1  | 0      | 2      | 3     |
| 8     | Bulgarie         | 1  | 0      | 0      | 1     |
| 8     | Nouvelle-Zélande | 1  | 0      | 0      | 1     |
| 10    | Autriche         | 0  | 1      | 2      | 3     |
| 11    | Allemagne        | 0  | 1      | 0      | 1     |
| 11    | Chine            | 0  | 1      | 0      | 1     |
| 11    | Grande-Bretagne  | 0  | 1      | 0      | 1     |
| 14    | Corée du Sud     | 0  | 0      | 1      | 1     |
| 14    | Pays-Bas         | 0  | 0      | 1      | 1     |
| 14    | Pologne          | 0  | 0      | 1      | 1     |
| 14    | Suisse           | 0  | 0      | 1      | 1     |
| Total | Total            | 14 | 14     | 14     | 42    |